# Болото Моховате (заказник)
Болото Моховате — гідрологічний заказник місцевого значення в Україні. Розташований біля села Хитці Гадяцького району Полтавської області.
Площа — 34,1 га. Створено згідно з Рішенням Полтавської обласної ради від 30.01.1998. Перебуває у користуванні Краснолуцької сільської ради. Входить до складу Гадяцького регіонального ландшафтного парку.
Охороняється цінний болотний природний комплекс в улоговині на схилі борової тераси р. Псел. По периферії зростають угруповання високотравних низинних, чагарникових та перехідних боліт із участю сфагнових мохів. Центральна частина обводнена і слугує місцем гніздування та відпочинку під час міграцій навколоводних птахів.
Заказник є осередком збереження біорізноманіття, його флора нараховує до 300 видів, 3 з яких занесені до Червоної книги України, ще 11 — регіонально рідкісні. З представників фауни 7 видів занесено до Червоної книги України, 18 — регіонально рідкісні.
У заказнику відмічено водні біотопи з угрупованнями харових водоростей (Nitella syncarpa, Chara globularis), що охороняються відповідно до Директиви ЄС 92/43.